# Halichoeres radiatus
Espèce
Statut de conservation UICN

 LC  : Préoccupation mineure
Halichoeres radiatus, la Donzelle arc en ciel, est un poisson osseux de taille moyenne de la famille des Labridae.

## Aire de répartition
Cette espèce se rencontre dans les Bermudes et en Caroline du Nord (États-Unis) jusqu'au golfe du Mexique, les Caraïbes et le Brésil.

## Description
Ce poisson peut atteindre une longueur totale de 51 cm.

## Statut de conservation
L'espèce ne fait face à aucune menace importante au-delà de la collecte occasionnelle pour des aquariums.